# Florestas virgens de Cómi
As Florestas virgens de Cómi são florestas no norte dos Montes Urais classificadas pela UNESCO como Património da Humanidade. Ficam na República de Cómi, Rússia. Com 32.800 km² formam a maior floresta virgem da Europa.
Estas florestas pertencem à ecorregião da taiga dos Urais. As espécies dominantes nas árvores são coníferas das espécies Picea obovata, Abies sibirica e Larix sibirica, enquanto que nos mamíferos são a rena, a zibelina, o vison e a lebre.